# Creoula
Der Logger Creoula ist ein Segelschulschiff der portugiesischen Marine. Sie und ihr Schwesterschiff Santa Maria Manuela sind die beiden letzten seetüchtigen Viermast–Gaffelschoner der ehemaligen Weißen Flotte Portugals.

## Geschichte
Das Schiff wurde 1937 auf der Werft Companhia União Fabril (CUF) in Lissabon in nur 62 Tagen gebaut. Auftraggeber war die Fischereigesellschaft Parceria Geral de Pescas Lda. Am 19. Mai 1937 wurde es als Creoula in Dienst gestellt und war bis 1973 Teil der sogenannten Weißen Flotte.

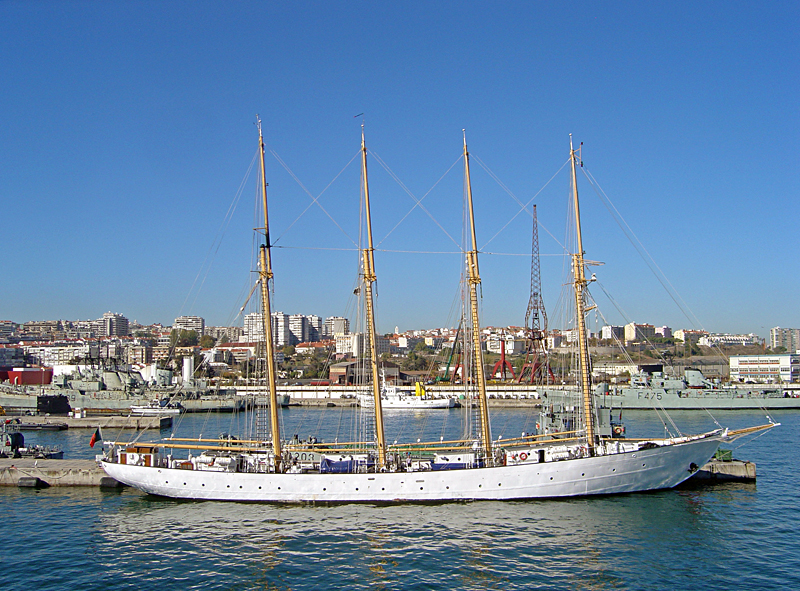
Segelschulschiff Creoula in 2007

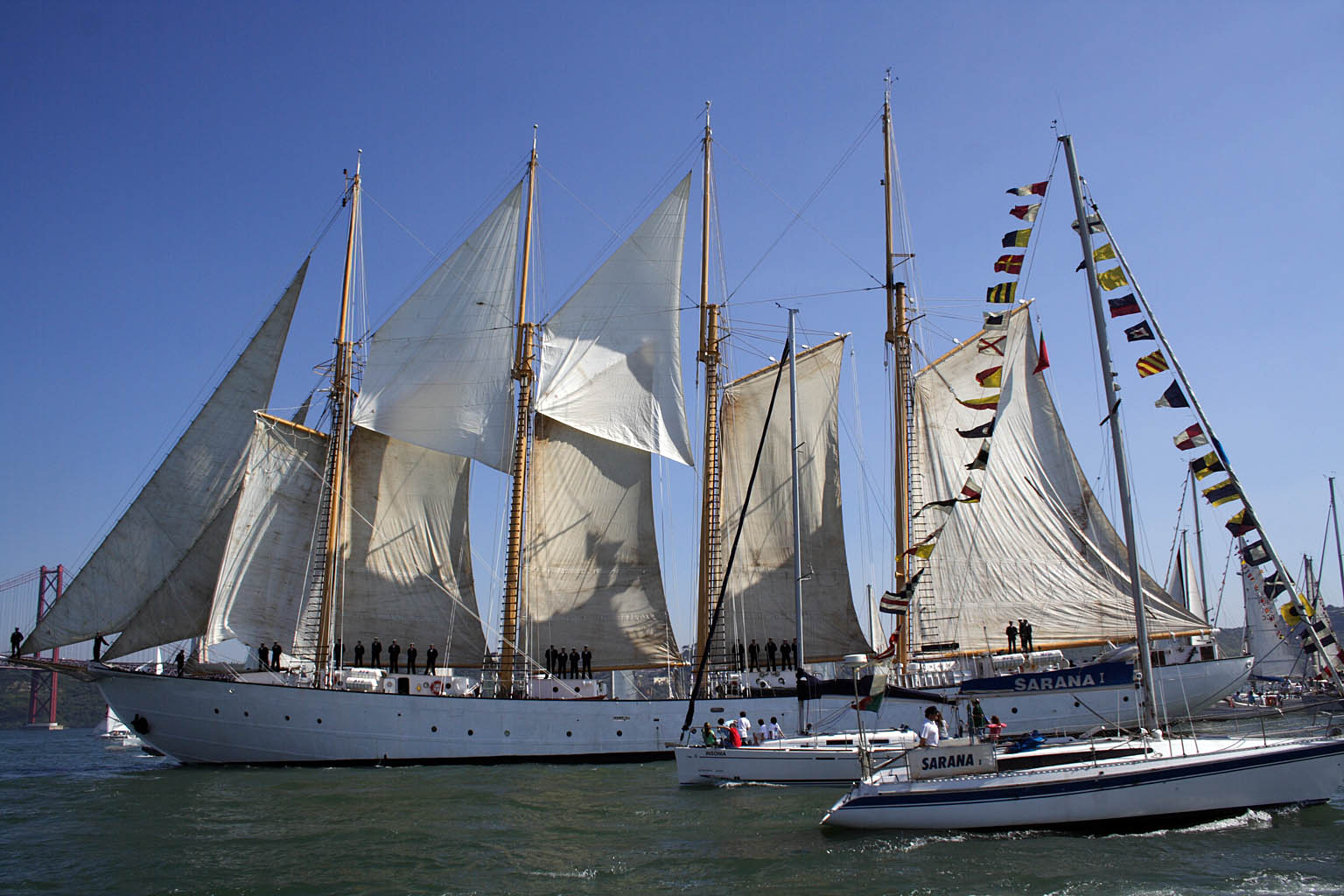
Durch die einzelne Rah am Fockmast unterscheidet sich die Takelung der Creoula und der Santa Maria Manuela von der der meisten Gaffelschoner.

Als Fischereischiff war die Creoula vor allem vor Neufundland und Grönland im Einsatz. Die Grand Banks, das Seegebiet vor Nova Scotia, war früher überreich an Dorsch, der an Bord eingesalzen wurde. Gefischt wurde mit Langleinen von an Deck mitgeführten Ruderbooten, den Dorys aus. Eine Fangreise dauerte fast immer von April bis September. Sie brachte etwa 800 Tonnen Fisch, der u. a. zu Trockenfisch, dem Bacalhau, verarbeitet wurde und 60 Tonnen Dorschleberöl. Im Winter lagen die Schiffe im Hafen, wurden gewartet und neu ausgerüstet.
Nach 40 Jahren Dienst und rund 300.000 absolvierten Seemeilen wurde die Creoula 1973 in Lissabon aufgelegt. Nach sechsjährigen Verhandlungen schließlich wurde sie durch das portugiesische Fischereiministerium aufgekauft, um zu einem Fischereimuseum umgebaut zu werden. Während der Arbeiten in der Werft H. Parry & Son bemerkte man, dass der stählerne Schiffsrumpf sich in einem ausgezeichneten Zustand befand. So wurde entschieden, das Schiff wieder vollständig herzurichten und als Schulschiff der Fischereiakademie zu verwenden. Unter der Schiffskennung UAM 201 segelt es seit seiner erneuten Indienststellung im Jahr 1987 mit einer Stammbesatzung von ca. 40 Marinesoldaten und rund 50 Studenten der Fischereiakademie. Neben der Sagres und der Polar ist es das dritte Segelschulschiff, das die portugiesische Marine betreibt.

## Takelung
Fock–, Groß–, Achter− und Besanmast der Creoula sind gaffelgetakelt und jeweils durch Marsstengen verlängert, an deren Stagen Dreikanttoppsegel angeschlagen werden. Als Vorsegel werden bis zu drei Klüver gesetzt, die durch eine Breitfock am Fockmast ergänzt werden.